# Lamar Alexander
Andrew Lamar Alexander (* 3. července 1940 Maryville, TN) je americký politik za Republikánskou stranu. V letech 2003–2021 byl senátorem Senátu Spojených států amerických za Tennessee. Předtím v letech 1991–1993 působil jako ministr školství ve vládě George H. W. Bushe a ještě předtím v letech 1979–1987 jako guvernér státu Tennessee.
V letech 1996 a 2000 neúspěšně usiloval o republikánskou nominaci pro prezidentské volby. Jako ministr školství prosadil, aby vláda uznala fundamentalisticky orientovanou křesťanskou akreditační komisi TRACS, což bylo vnímáno jako kontroverzní krok. Ve volbách do senátu USA v roce 2020 se již rozhodl nekandidovat.